# Liga Mexicana de Béisbol 2015
La Temporada 2015 de la Liga Mexicana de Béisbol fue la edición número 91. Se acordó que la fecha de inicio de la campaña sería el 3 de abril con base en los siguientes puntos:
1. Fecha de corte de los equipos de MLB.
2. Juegos de exhibición en Estados Unidos de equipos de LMB.
3. Coincidir con el inicio de las ligas afiliadas a MiLB, con la idea de poder tener en el futuro una serie de carácter internacional.

Cabe destacar que la Liga Mexicana de Béisbol celebró su 90 Aniversario, con lo cual, se reafirmó como el circuito deportivo profesional de mayor tradición en el país, el cual se ha desarrollado de manera ininterrumpida desde que fue fundado en 1925. Debido a esta celebración, el circuito presentó un logotipo conmemorativo el cual utilizó durante toda la campaña, así como un póster conmemorativo, un libro del 90 aniversario editado por Grupo Milenio, además de la aplicación oficial para sistemas iOS y Android. El eslogan que se utilizó por el 90 Aniversario de la LMB fue: "90 años, historia imparable".
Como parte de esta conmemoración, en el mes de junio en el primer cuadro de la Ciudad de México se llevó a cabo un HR Derby en el Zócalo capitalino. Además, durante el mes de julio se llevó a cabo una exclusiva cena de gala que contó con la presencia de los representantes de las principales instituciones deportivas como NBA, NFL, Liga MX, CONADE, entre otros, con el fin de destacar los acontecimientos más importantes que han marcado la historia de la LMB y para reconocer su trayectoria.
Se aprobó por unanimidad la compra del club Pericos de Puebla por Gerardo Benavides Pape. El equipo permaneció en la ciudad de Puebla. Asimismo, en el marco de la primera sesión de la Asamblea de Presidentes se aprobó por unanimidad el proceso de compra-venta de los Saraperos de Saltillo, entre el Mtro. Jorge Dávila Flores y el nuevo propietario, Ing. Antonio Nerio Rodríguez.
Cabe mencionar que de acuerdo a la aprobación de la Asamblea de Presidentes, el club Broncos de Reynosa celebró nueve series como local en la ciudad de Nuevo Laredo, Tamaulipas. En total, fueron 27 juegos los que se realizaron en el Estadio Nuevo Laredo de dicha ciudad. Para esta temporada el equipo jugó con el nombre de Broncos de Tamaulipas. 
Se aprobó, también por unanimidad, que en 2016 haya una expansión de la LMB, con previo análisis de las solicitudes de ingreso, con base en el orden cronológico en el cual se hicieron: Chiapas, León, Nuevo Laredo, Chetumal, Mazatlán y Culiacán.
En cuanto a la transmisión de juegos por televisión (Juego de Estrellas, Home Run Derby y Serie del Rey), se anunció el acuerdo por los próximos cuatro años con ESPN, para transmitir y promover los eventos estelares del circuito hasta la temporada 2018. Mientras que para la transmisión radiofónica, la Liga Mexicana de Béisbol y Cadena Rasa firmaron, por undécimo año consecutivo, el contrato de concesión de derechos para transmitir en vivo y a nivel nacional el Juego de Estrellas y la Serie del Rey 2015.
Como parte del programa de Prevención y Control de Sustancias Prohibidas, se informó sobre tres resultados adversos:
1. Ricardo Vázquez, Tigres de Quintana Roo, norandrosterone (anabolizante).
2. Douglas Clark, Diablos Rojos del México, norandrosterone (anabolizante).
3. Ronnier Mustelier, Vaqueros Laguna, norandrosterone (anabolizante).

A dichos jugadores se les suspendió 50 juegos en la LMB, los cuales debieron de cumplir estando registrados en alguna lista de reserva. En el caso de Douglas Clark, si cumplió con la suspensión de 50 juegos y el equipo en el que se encontrara calificara a playoffs, no podría haber participado en estos.
Se definió continuar con el servicio de LMB.TV. En este rubro, hubo un ajuste en la tarifa con el fin de hacerlo más accesible a los usuarios. Por otro lado, se informó que los jugadores de más de tres años en el circuito que no firmaron su contrato para la temporada, fueron: Luis Miguel Jiménez, de Delfines del Carmen; Jesús Manuel Ortega, de Rojos del Águila de Veracruz; Jesús Rogelio Romo, de Olmecas de Tabasco; Josué Alejandro Figueroa y Luis Enrique Nieblas, de Vaqueros Laguna; Francisco Arias, José Manuel Espinoza y Javier Martínez, de Broncos de Reynosa. 
Finalmente, se detalló que la LMB trabajaría en sinergia con la Liga Norte de México como circuito sucursal. Por otra parte, se informó que la Liga Invernal Mexicana sería su nuevo circuito de desarrollo de prospectos durante el invierno. Al mismo tiempo, se trataron temas relacionados con los exámenes antidopaje, a fin de darle continuidad al trabajo que el circuito lleva a cabo en este tema para garantizar la limpieza en los diamantes y procurar la salud de los jugadores.
Al término de la temporada 2015, considerados los Playoffs y la Serie del Rey, asistieron 4 millones 630 mil 254 aficionados, es decir, 11 mil 005 fanáticos más que en 2014, cuando se registró una asistencia de 4 millones 619 mil 249 aficionados.
Los Tigres de Quintana Roo dirigidos por Roberto "Chapo" Vizcarra se coronaron campeones al superar 4-1 a los Acereros del Norte en la serie por el título. El juego decisivo se disputó el 14 de septiembre en el Estadio Monclova de Monclova, Coahuila.
La Serie Final por el título de la LMB denominada Serie del Rey, fue transmitida por televisión en vivo y en exclusiva por ESPN. Mientras que la Cadena Rasa la transmitió por radio a nivel nacional por undécimo año consecutivo.

## Cambios en la competencia
En Asamblea de Presidentes en el marco de las Reuniones Invernales, las cuales tuvieron como sede la ciudad de San Diego, California, la LMB aprobó que jugaría con seis extranjeros por equipo.
Con respeto a las normas constitucionales, se aprobó que los peloteros nacidos en el extranjero jugarían como mexicanos, siempre y cuando cumplieran con la acreditación de su nacionalidad mexicana.
Se corroboraron los acuerdos de pretemporada para la campaña de 2015, en la cual se mantuvo el mismo sistema de competencia del año pasado:
- Los tres primeros lugares de cada zona, que se determinaron con base en el porcentaje de ganados y perdidos (considerando hasta las diezmilésimas), calificaron de manera directa a la postemporada.
- El cuarto y quinto lugar de cada zona, definidos también con base en el porcentaje de ganados y perdidos, sostuvieron un juego de eliminación directa para mantenerse en los playoffs, siempre y cuando la diferencia entre ellos no fuera más de 3.0 juegos, si ésta era mayor, el cuarto lugar calificaba directamente sin necesidad de dicho encuentro.

Calendario
- Calendario Temporada 2015.

## Equipos participantes
| Liga Mexicana de Béisbol 2015 |                              |           |                          |                                              |                                      |              |
| Zona                          | Equipo                       | Fundación | Mánager                  | Ciudad                                       | Estadio                              | Capacidad    |
| Norte                         | Acereros del Norte           | 1974      | Homar Rojas              | Monclova, Coahuila                           | Monclova                             | 8,500        |
| Norte                         | Broncos de Tamaulipas        | 1963      | Rafael Castañeda         | Reynosa, Tamaulipas Nuevo Laredo, Tamaulipas | Adolfo López Mateos Nuevo Laredo     | 10,000 8,000 |
| Norte                         | Diablos Rojos del México     | 1940      | Miguel Ojeda             | México, D. F.                                | Fray Nano                            | 5,000        |
| Norte                         | Rieleros de Aguascalientes   | 1975      | Jesús Sommers            | Aguascalientes, Aguascalientes               | Alberto Romo Chávez                  | 6,494        |
| Norte                         | Saraperos de Saltillo        | 1970      | Juan Francisco Rodríguez | Saltillo, Coahuila                           | Francisco I. Madero                  | 16,000       |
| Norte                         | Sultanes de Monterrey        | 1939      | Félix Fermín             | Monterrey, Nuevo León                        | Monterrey                            | 22,061       |
| Norte                         | Toros de Tijuana             | 2004      | Juan Gabriel Castro      | Tijuana, Baja California                     | Gasmart                              | 17,000       |
| Norte                         | Vaqueros Laguna              | 1940      | Mario Mendoza            | Torreón, Coahuila                            | Revolución                           | 9,500        |
| Sur                           | Delfines del Carmen          | 2011      | Roberto Pérez            | Ciudad del Carmen, Campeche                  | Resurgimiento                        | 8,200        |
| Sur                           | Guerreros de Oaxaca          | 1996      | Enrique Reyes            | Oaxaca, Oaxaca                               | Eduardo Vasconcelos                  | 7,200        |
| Sur                           | Leones de Yucatán            | 1954      | Willie Romero            | Mérida, Yucatán                              | Kukulcán Álamo                       | 14,917       |
| Sur                           | Olmecas de Tabasco           | 1975      | Francisco Estrada        | Villahermosa, Tabasco                        | Centenario 27 de Febrero             | 8,500        |
| Sur                           | Pericos de Puebla            | 1938      | Matías Carrillo          | Puebla, Puebla                               | Hermanos Serdán                      | 12,112       |
| Sur                           | Piratas de Campeche          | 1980      | Lino Rivera              | Campeche, Campeche                           | Nelson Barrera Romellón              | 6,000        |
| Sur                           | Rojos del Águila de Veracruz | 1903      | Sharnol Adriana          | Veracruz, Veracruz                           | Deportivo Universitario "Beto Ávila" | 7,782        |
| Sur                           | Tigres de Quintana Roo       | 1955      | Roberto Vizcarra         | Cancún, Quintana Roo                         | Beto Ávila                           | 9,500        |

## Posiciones
- Actualizadas las posiciones al 14 de agosto de 2015.

| Zona Norte     | Zona Norte | Zona Norte | Zona Norte | Zona Norte |
| Equipo         | JG         | JP         | PCT        | JV         |
| -------------- | ---------- | ---------- | ---------- | ---------- |
| México         | 73         | 39         | .652       | -          |
| Monclova       | 59         | 51         | .536       | 13.0       |
| Saltillo       | 57         | 52         | .523       | 14.5       |
| Tijuana        | 54         | 53         | .505       | 16.5       |
| Laguna         | 55         | 57         | .491       | 18.0       |
| Aguascalientes | 55         | 58         | .487       | 18.5       |
| Monterrey      | 51         | 62         | .451       | 22.5       |
| Tamaulipas     | 44         | 69         | .389       | 29.5       |

| Zona Sur          | Zona Sur | Zona Sur | Zona Sur | Zona Sur |
| Equipo            | JG       | JP       | PCT      | JV       |
| ----------------- | -------- | -------- | -------- | -------- |
| Yucatán           | 66       | 46       | .589     | -        |
| Quintana Roo      | 64       | 47       | .577     | 1.5      |
| Oaxaca            | 55       | 57       | .491     | 11.0     |
| Campeche          | 53       | 56       | .486     | 11.5     |
| Puebla            | 51       | 57       | .472     | 13.0     |
| Tabasco           | 52       | 60       | .464     | 14.0     |
| Ciudad del Carmen | 51       | 59       | .464     | 14.0     |
| Veracruz          | 48       | 65       | .425     | 18.5     |

| Clasificado a los playoffs |

| Clasificado como comodín |

## Juego de Estrellas
El Juego de Estrellas de la LMB se realizó el domingo 31 de mayo en el Parque Kukulcán Alamo de Mérida, Yucatán, casa de los Leones de Yucatán, cuya ceremonia inaugural estuvo protagonizada por la Fuerza Aérea Mexicana. En dicho encuentro la Zona Sur se impuso a la Zona Norte por 7-6 en 10 entradas. La Serie del Rey, al igual que en 2014, arrancó en casa del equipo que representó a los sureños. Erick Rodríguez de los Guerreros de Oaxaca fue elegido el Jugador Más Valioso del encuentro. Previo al partido, se efectuó la entrega de anillos de los participantes del Juego de Estrellas 2015. Cabe destacar que un día antes del partido, se efectuó la premiación a lo mejor del 2014 en una Cena de Gala.
Tanto el Juego de Estrellas 2015 como el Home Run Derby fueron transmitidos en vivo y en exclusiva por ESPN y Cadena Rasa.
- Programa del Juego de Estrellas 2015.
- Roster Zona Norte.
- Roster Zona Sur.

### Tirilla
| Equipo                                                                 | 1 | 2 | 3 | 4 | 5 | 6 | 7 | 8 | 9 | 10 | C | H | E |
| ---------------------------------------------------------------------- | - | - | - | - | - | - | - | - | - | -- | - | - | - |
| Zona Norte                                                             | 0 | 0 | 1 | 2 | 3 | 0 | 0 | 0 | 0 | 0  | 6 | 9 | 2 |
| Zona Sur                                                               | 0 | 0 | 0 | 0 | 5 | 0 | 1 | 0 | 0 | 1  | 7 | 8 | 0 |
| G: Josh Lueke (1-0, 0.00); P: Tony Peña Jr. (0-1, 13.50); SV: No hubo. |   |   |   |   |   |   |   |   |   |    |   |   |   |
| HR: NTE - Saúl Soto. ASIST: 12,600.                                    |   |   |   |   |   |   |   |   |   |    |   |   |   |

### Home Run Derby
El Home Run Derby se realizó el sábado 30 de mayo, al cual acudieron los líderes de cuadrangulares del circuito. El estadounidense Brent Clevlen de los Pericos de Puebla conectó dos cuadrangulares en la ronda final para superar a Japhet Amador de los Diablos Rojos del México, quien conectó uno en la última ronda.
- Video del HR Derby 2015.

#### Jugadores participantes
| Zona Norte: 1. Saúl Soto, de Rieleros de Aguascalientes. 2. Japhet Amador, de Diablos Rojos del México. 3. José Julio Ruiz, de Acereros del Norte. 4. Juan Miranda, de Vaqueros Laguna. |  | Zona Sur: 1. Brent Clevlen, de Pericos de Puebla. 2. Jorge Cantú, de Tigres de Quintana Roo. 3. Jesús Valdez, de Leones de Yucatán. 4. Miguel Tejada, de Pericos de Puebla. |

#### Tabla de posiciones
| Jugador         | Equipo         | 1ª Ronda | 2ª Ronda | Final | Total |
| --------------- | -------------- | -------- | -------- | ----- | ----- |
| Brent Clevlen   | Puebla         | 2        | 6        | 2     | 10    |
| Japhet Amador   | México         | 6        | X        | 1     | 7     |
| Saúl Soto       | Aguascalientes | 3        | 1        | -     | 4     |
| Jorge Cantú     | Quintana Roo   | 3        | 0        | -     | 3     |
| Jesús Valdez    | Yucatán        | 0        | -        | -     | 0     |
| José Julio Ruiz | Monclova       | 0        | -        | -     | 0     |
| Miguel Tejada   | Puebla         | 0        | -        | -     | 0     |
| Juan Miranda    | Laguna         | 0        | -        | -     | 0     |

## Playoffs
|  | Juego de comodines | Juego de comodines | Juego de comodines |              |   | Primer Playoff    | Primer Playoff    | Primer Playoff    |   |  | Series de Campeonato           | Series de Campeonato           | Series de Campeonato           |   |  | Serie del Rey        | Serie del Rey        | Serie del Rey        |  |
|  | 16 - 17 de agosto  | 16 - 17 de agosto  | 16 - 17 de agosto  |              |   | 18 - 26 de agosto | 18 - 26 de agosto | 18 - 26 de agosto |   |  | 29 de agosto - 6 de septiembre | 29 de agosto - 6 de septiembre | 29 de agosto - 6 de septiembre |   |  | 8 - 14 de septiembre | 8 - 14 de septiembre | 8 - 14 de septiembre |  |
|  |                    |                    |                    |              |   |                   |                   |                   |   |  |                                |                                |                                |   |  |                      |                      |                      |  |
|  |                    |                    |                    |              |   |                   |                   |                   |   |  |                                |                                |                                |   |  |                      |                      |                      |  |
|  | 5                  | Laguna             | 0                  |              |   |                   |                   |                   |   |  |                                |                                |                                |   |  |                      |                      |                      |  |
|  | 5                  | Laguna             | 0                  |              |   |                   |                   |                   |   |  |                                |                                |                                |   |  |                      |                      |                      |  |
|  | 4                  | Tijuana            | 1                  |              |   |                   |                   |                   |   |  |                                |                                |                                |   |  |                      |                      |                      |  |
|  | 4                  | Tijuana            | 1                  |              | 4 | Tijuana           | 4                 |                   |   |  |                                |                                |                                |   |  |                      |                      |                      |  |
|  |                    |                    |                    |              | 4 | Tijuana           | 4                 |                   |   |  |                                |                                |                                |   |  |                      |                      |                      |  |
|  |                    |                    | 1                  | México       | 3 |                   |                   |                   |   |  |                                |                                |                                |   |  |                      |                      |                      |  |
|  |                    |                    | 1                  | México       | 3 |                   |                   |                   |   |  |                                |                                |                                |   |  |                      |                      |                      |  |
|  |                    |                    |                    |              |   |                   |                   |                   |   |  |                                |                                |                                |   |  |                      |                      |                      |  |
|  |                    |                    |                    |              |   |                   |                   |                   |   |  |                                |                                |                                |   |  |                      |                      |                      |  |
|  |                    |                    |                    |              |   |                   | 4                 | Tijuana           | 3 |  |                                |                                |                                |   |  |                      |                      |                      |  |
|  | Zona Norte         |                    |                    |              |   |                   | 4                 | Tijuana           | 3 |  |                                |                                |                                |   |  |                      |                      |                      |  |
|  |                    |                    | 2                  | Monclova     | 4 |                   |                   |                   |   |  |                                |                                |                                |   |  |                      |                      |                      |  |
|  |                    |                    | 2                  | Monclova     | 4 |                   |                   |                   |   |  |                                |                                |                                |   |  |                      |                      |                      |  |
|  |                    |                    |                    |              |   |                   |                   |                   |   |  |                                |                                |                                |   |  |                      |                      |                      |  |
|  |                    |                    |                    |              |   |                   |                   |                   |   |  |                                |                                |                                |   |  |                      |                      |                      |  |
|  |                    | 3                  | Saltillo           | 3            |   |                   |                   |                   |   |  |                                |                                |                                |   |  |                      |                      |                      |  |
|  |                    |                    |                    | 3            |   |                   |                   |                   |   |  |                                |                                |                                |   |  |                      |                      |                      |  |
|  |                    |                    | 2                  | Monclova     | 4 |                   |                   |                   |   |  |                                |                                |                                |   |  |                      |                      |                      |  |
|  |                    |                    | 2                  | Monclova     | 4 |                   |                   |                   |   |  |                                |                                |                                |   |  |                      |                      |                      |  |
|  |                    |                    |                    |              |   |                   |                   |                   |   |  |                                |                                |                                |   |  |                      |                      |                      |  |
|  |                    |                    |                    |              |   |                   |                   |                   |   |  |                                |                                |                                |   |  |                      |                      |                      |  |
|  |                    |                    |                    |              |   |                   |                   |                   |   |  |                                | 2                              | Monclova                       | 1 |  |                      |                      |                      |  |
|  |                    |                    |                    |              |   |                   |                   |                   |   |  |                                |                                |                                | 1 |  |                      |                      |                      |  |
|  |                    |                    | 2                  | Quintana Roo | 4 |                   |                   |                   |   |  |                                |                                |                                |   |  |                      |                      |                      |  |
|  |                    |                    | 2                  | Quintana Roo | 4 |                   |                   |                   |   |  |                                |                                |                                |   |  |                      |                      |                      |  |
|  |                    |                    |                    |              |   |                   |                   |                   |   |  |                                |                                |                                |   |  |                      |                      |                      |  |
|  |                    |                    |                    |              |   |                   |                   |                   |   |  |                                |                                |                                |   |  |                      |                      |                      |  |
|  |                    | 3                  | Oaxaca             | 3            |   |                   |                   |                   |   |  |                                |                                |                                |   |  |                      |                      |                      |  |
|  |                    |                    |                    | 3            |   |                   |                   |                   |   |  |                                |                                |                                |   |  |                      |                      |                      |  |
|  |                    |                    | 2                  | Quintana Roo | 4 |                   |                   |                   |   |  |                                |                                |                                |   |  |                      |                      |                      |  |
|  |                    |                    | 2                  | Quintana Roo | 4 |                   |                   |                   |   |  |                                |                                |                                |   |  |                      |                      |                      |  |
|  |                    |                    |                    |              |   |                   |                   |                   |   |  |                                |                                |                                |   |  |                      |                      |                      |  |
|  |                    |                    |                    |              |   |                   |                   |                   |   |  |                                |                                |                                |   |  |                      |                      |                      |  |
|  |                    |                    |                    |              |   |                   | 2                 | Quintana Roo      | 4 |  |                                |                                |                                |   |  |                      |                      |                      |  |
|  | Zona Sur           |                    |                    |              |   |                   | 2                 | Quintana Roo      | 4 |  |                                |                                |                                |   |  |                      |                      |                      |  |
|  |                    |                    | 1                  | Yucatán      | 3 |                   |                   |                   |   |  |                                |                                |                                |   |  |                      |                      |                      |  |
|  | 5                  | Puebla             | 1                  | Yucatán      | 3 | 0                 |                   |                   |   |  |                                |                                |                                |   |  |                      |                      |                      |  |
|  | 5                  | Puebla             |                    |              |   |                   |                   |                   |   |  |                                |                                |                                |   |  |                      |                      |                      |  |
|  | 4                  | Campeche           | 1                  |              |   |                   |                   |                   |   |  |                                |                                |                                |   |  |                      |                      |                      |  |
|  | 4                  | Campeche           | 1                  |              | 4 | Campeche          | 3                 |                   |   |  |                                |                                |                                |   |  |                      |                      |                      |  |
|  |                    |                    |                    |              | 4 | Campeche          | 3                 |                   |   |  |                                |                                |                                |   |  |                      |                      |                      |  |
|  |                    |                    | 1                  | Yucatán      | 4 |                   |                   |                   |   |  |                                |                                |                                |   |  |                      |                      |                      |  |
|  |                    |                    | 1                  | Yucatán      | 4 |                   |                   |                   |   |  |                                |                                |                                |   |  |                      |                      |                      |  |
|  |                    |                    |                    |              |   |                   |                   |                   |   |  |                                |                                |                                |   |  |                      |                      |                      |  |
|  |                    |                    |                    |              |   |                   |                   |                   |   |  |                                |                                |                                |   |  |                      |                      |                      |  |
|  |                    |                    |                    |              |   |                   |                   |                   |   |  |                                |                                |                                |   |  |                      |                      |                      |  |
|  |                    |                    |                    |              |   |                   |                   |                   |   |  |                                |                                |                                |   |  |                      |                      |                      |  |

### Juego de comodines
| Equipo                                                                     | 1 | 2 | 3 | 4 | 5 | 6 | 7 | 8 | 9 | C  | H  | E |
| -------------------------------------------------------------------------- | - | - | - | - | - | - | - | - | - | -- | -- | - |
| Laguna                                                                     | 0 | 0 | 1 | 0 | 0 | 0 | 2 | 0 | 0 | 3  | 7  | 2 |
| Tijuana                                                                    | 1 | 0 | 2 | 0 | 0 | 2 | 1 | 4 | X | 10 | 15 | 0 |
| G: Barry Enright (1-0, 3.86); P: Danny Gutiérrez (0-1, 6.35); SV: No hubo. |   |   |   |   |   |   |   |   |   |    |    |   |
| HR: LAG - S. García (1); TIJ - L. Ford (1). ASIST: 15,878.                 |   |   |   |   |   |   |   |   |   |    |    |   |

| Equipo                                                                           | 1 | 2 | 3 | 4 | 5 | 6 | 7 | 8 | 9 | C | H | E |
| -------------------------------------------------------------------------------- | - | - | - | - | - | - | - | - | - | - | - | - |
| Puebla                                                                           | 0 | 0 | 1 | 1 | 0 | 0 | 0 | 0 | 0 | 2 | 8 | 1 |
| Campeche                                                                         | 1 | 1 | 0 | 0 | 1 | 0 | 0 | 0 | X | 3 | 7 | 0 |
| G: Evan MacLane (1-0, 3.18); P: Edwin Salas (0-1, 6.75); SV: Fernando Nieve (1). |   |   |   |   |   |   |   |   |   |   |   |   |
| HR: PUE - M. Tejada (1); CAM - R. López (1). ASIST: 6,250.                       |   |   |   |   |   |   |   |   |   |   |   |   |

### Primer Playoff
| Equipo                                                                           | 1 | 2 | 3 | 4 | 5 | 6 | 7 | 8 | 9 | C | H | E |
| -------------------------------------------------------------------------------- | - | - | - | - | - | - | - | - | - | - | - | - |
| Tijuana                                                                          | 0 | 1 | 0 | 0 | 0 | 0 | 1 | 0 | 0 | 2 | 6 | 0 |
| México                                                                           | 1 | 0 | 0 | 0 | 4 | 0 | 0 | 0 | X | 5 | 7 | 0 |
| G: Marco Duarte (1-0, 2.84); P: Fabio Castro (0-1, 9.64); SV: Juan Sandoval (1). |   |   |   |   |   |   |   |   |   |   |   |   |
| HR: TIJ - C. Valencia (1); MEX - I. Terrazas (1). ASIST: 4,564.                  |   |   |   |   |   |   |   |   |   |   |   |   |

| Equipo                                                                   | 1 | 2 | 3 | 4 | 5 | 6 | 7 | 8 | 9 | C  | H  | E |
| ------------------------------------------------------------------------ | - | - | - | - | - | - | - | - | - | -- | -- | - |
| Tijuana                                                                  | 1 | 0 | 0 | 1 | 2 | 1 | 0 | 0 | 0 | 5  | 10 | 1 |
| México                                                                   | 3 | 0 | 3 | 0 | 2 | 0 | 0 | 2 | X | 10 | 12 | 1 |
| G: Steven Hensley (1-0, 0.00); P: Logan Durán (0-1, 27.00); SV: No hubo. |   |   |   |   |   |   |   |   |   |    |    |   |
| HR: TIJ - M. Olivo (1); MEX - C. Hankerd (1 y 2). ASIST: 4,698.          |   |   |   |   |   |   |   |   |   |    |    |   |

| Equipo                                                                  | 1 | 2 | 3 | 4 | 5 | 6 | 7 | 8 | 9 | C  | H  | E |
| ----------------------------------------------------------------------- | - | - | - | - | - | - | - | - | - | -- | -- | - |
| México                                                                  | 2 | 0 | 0 | 0 | 0 | 0 | 1 | 1 | 0 | 4  | 8  | 0 |
| Tijuana                                                                 | 5 | 0 | 0 | 0 | 0 | 0 | 0 | 6 | X | 11 | 15 | 0 |
| G: Barry Enright (1-0, 4.26); P: David Reyes (0-1, 67.50); SV: No hubo. |   |   |   |   |   |   |   |   |   |    |    |   |
| HR: MEX - I. Terrazas (2); TIJ - E. Arredondo (1). ASIST: 14,438.       |   |   |   |   |   |   |   |   |   |    |    |   |

| Equipo                                                                   | 1 | 2 | 3 | 4 | 5 | 6 | 7 | 8 | 9 | C | H | E |
| ------------------------------------------------------------------------ | - | - | - | - | - | - | - | - | - | - | - | - |
| México                                                                   | 0 | 1 | 0 | 0 | 0 | 0 | 0 | 0 | 0 | 1 | 3 | 1 |
| Tijuana                                                                  | 0 | 0 | 0 | 0 | 1 | 1 | 3 | 0 | X | 5 | 8 | 1 |
| G: Jason Urquídez (1-0, 0.00); P: Arturo López (0-1, 3.00); SV: No hubo. |   |   |   |   |   |   |   |   |   |   |   |   |
| HR: No hubo. ASIST: 16,477.                                              |   |   |   |   |   |   |   |   |   |   |   |   |

| Equipo                                                                           | 1 | 2 | 3 | 4 | 5 | 6 | 7 | 8 | 9 | C | H | E |
| -------------------------------------------------------------------------------- | - | - | - | - | - | - | - | - | - | - | - | - |
| México                                                                           | 0 | 0 | 0 | 1 | 0 | 0 | 0 | 0 | 0 | 1 | 3 | 0 |
| Tijuana                                                                          | 2 | 0 | 0 | 0 | 0 | 0 | 0 | 1 | X | 3 | 5 | 0 |
| G: Fabio Castro (1-1, 5.23); P: Marco Duarte (1-1, 3.14); SV: Mario Mendoza (1). |   |   |   |   |   |   |   |   |   |   |   |   |
| HR: TIJ - M. Olivo (2). ASIST: 16,489.                                           |   |   |   |   |   |   |   |   |   |   |   |   |

| Equipo                                                                      | 1 | 2 | 3 | 4 | 5 | 6 | 7 | 8 | 9 | C  | H  | E |
| --------------------------------------------------------------------------- | - | - | - | - | - | - | - | - | - | -- | -- | - |
| Tijuana                                                                     | 0 | 0 | 0 | 0 | 0 | 0 | 1 | 0 | 0 | 1  | 6  | 2 |
| México                                                                      | 3 | 0 | 1 | 7 | 2 | 1 | 0 | 0 | X | 14 | 17 | 0 |
| G: Juan Pablo Oramas (1-0, 2.38); P: Logan Durán (0-2, 20.77); SV: No hubo. |   |   |   |   |   |   |   |   |   |    |    |   |
| HR: TIJ - M. Olivo (3); MEX - R. Urías (1), C. Hankerd (3). ASIST: 4,593.   |   |   |   |   |   |   |   |   |   |    |    |   |

| Equipo | 1 | 2 | 3 | 4 | 5 | 6 | 7 | 8 | 9 | C | H  | E |
| --- | - | - | - | - | - | - | - | - | - | - | -- | - |
| Tijuana | 2 | 0 | 5 | 0 | 0 | 0 | 0 | 0 | 0 | 7 | 11 | 0 |
| México | 1 | 0 | 1 | 0 | 1 | 2 | 0 | 1 | 0 | 6 | 11 | 0 |
| G: Barry Enright (2-0, 6.17); P: David Reyes (0-2, 33.00); SV: Mario Mendoza (2).                                  |   |   |   |   |   |   |   |   |   |   |    |   |
| HR: TIJ - D. Martin (1), L. Suárez (1); MEX - J. Fabela (1 y 2), J. Amador (1), I. Terrazas (3 y 4). ASIST: 3,962. |   |   |   |   |   |   |   |   |   |   |    |   |

| Equipo                                                                                     | 1 | 2 | 3 | 4 | 5 | 6 | 7 | 8 | 9 | C  | H  | E |
| ------------------------------------------------------------------------------------------ | - | - | - | - | - | - | - | - | - | -- | -- | - |
| Saltillo                                                                                   | 2 | 0 | 0 | 0 | 1 | 0 | 0 | 0 | 0 | 3  | 7  | 1 |
| Monclova                                                                                   | 0 | 3 | 1 | 0 | 0 | 3 | 1 | 2 | X | 10 | 12 | 1 |
| G: Josh Lowey (1-0, 4.50); P: Edgmer Escalona (0-1, 8.44); SV: No hubo.                    |   |   |   |   |   |   |   |   |   |    |    |   |
| HR: SAL - R. Cervantes (1); MVA - F. Córdoba (1), J. Ruiz (1), A. Lamas (1). ASIST: 5,868. |   |   |   |   |   |   |   |   |   |    |    |   |

| Equipo                                                                                  | 1 | 2 | 3 | 4 | 5 | 6 | 7 | 8 | 9 | C | H | E |
| --------------------------------------------------------------------------------------- | - | - | - | - | - | - | - | - | - | - | - | - |
| Saltillo                                                                                | 0 | 0 | 0 | 0 | 0 | 0 | 0 | 0 | 0 | 0 | 1 | 0 |
| Monclova                                                                                | 0 | 0 | 0 | 1 | 0 | 0 | 0 | 0 | X | 1 | 3 | 0 |
| G: José Oyervídez (1-0, 0.00); P: Santiago Gutiérrez (0-1, 1.80); SV: Juan Noriega (1). |   |   |   |   |   |   |   |   |   |   |   |   |
| HR: No hubo. ASIST: 5,570.                                                              |   |   |   |   |   |   |   |   |   |   |   |   |

| Equipo                                                                               | 1 | 2 | 3 | 4 | 5 | 6 | 7 | 8 | 9 | C | H  | E |
| ------------------------------------------------------------------------------------ | - | - | - | - | - | - | - | - | - | - | -- | - |
| Monclova                                                                             | 0 | 0 | 0 | 0 | 0 | 1 | 0 | 0 | 0 | 1 | 3  | 0 |
| Saltillo                                                                             | 0 | 0 | 0 | 3 | 0 | 0 | 0 | 0 | X | 3 | 11 | 1 |
| G: Michael Nix (1-0, 0.00); P: Juan Antonio Peña (0-1, 9.00); SV: Robert Suárez (1). |   |   |   |   |   |   |   |   |   |   |    |   |
| HR: SAL - C. Zazueta (1). ASIST: 9,431.                                              |   |   |   |   |   |   |   |   |   |   |    |   |

| Equipo                                                                         | 1 | 2 | 3 | 4 | 5 | 6 | 7 | 8 | 9 | C | H  | E |
| ------------------------------------------------------------------------------ | - | - | - | - | - | - | - | - | - | - | -- | - |
| Monclova                                                                       | 0 | 2 | 3 | 0 | 0 | 0 | 0 | 0 | 0 | 5 | 5  | 0 |
| Saltillo                                                                       | 0 | 0 | 0 | 0 | 1 | 0 | 0 | 1 | 0 | 2 | 11 | 2 |
| G: Raúl Barrón (1-0, 0.00); P: Jorge Ibarra (0-1, 3.86); SV: Juan Noriega (2). |   |   |   |   |   |   |   |   |   |   |    |   |
| HR: MVA - F. Córdoba (2). ASIST: 10,035.                                       |   |   |   |   |   |   |   |   |   |   |    |   |

| Equipo                                                                            | 1 | 2 | 3 | 4 | 5 | 6 | 7 | 8 | 9 | C | H  | E |
| --------------------------------------------------------------------------------- | - | - | - | - | - | - | - | - | - | - | -- | - |
| Monclova                                                                          | 0 | 0 | 0 | 1 | 0 | 1 | 0 | 0 | 0 | 2 | 7  | 2 |
| Saltillo                                                                          | 0 | 0 | 0 | 0 | 2 | 0 | 2 | 0 | X | 4 | 10 | 0 |
| G: Edgmer Escalona (1-1, 5.11); P: Josh Lowey (1-1, 4.26); SV: Robert Suárez (2). |   |   |   |   |   |   |   |   |   |   |    |   |
| HR: MVA - B. Harper (1); SAL - J. Greene (1), J. Rodríguez (1). ASIST: 8,029.     |   |   |   |   |   |   |   |   |   |   |    |   |

| Equipo                                                                         | 1 | 2 | 3 | 4 | 5 | 6 | 7 | 8 | 9 | C | H  | E |
| ------------------------------------------------------------------------------ | - | - | - | - | - | - | - | - | - | - | -- | - |
| Saltillo                                                                       | 6 | 0 | 1 | 0 | 0 | 0 | 0 | 0 | 0 | 7 | 11 | 1 |
| Monclova                                                                       | 0 | 0 | 0 | 1 | 0 | 2 | 0 | 0 | 0 | 3 | 6  | 0 |
| G: Santiago Gutiérrez (1-1, 1.80); P: José Oyervídez (1-1, 6.48); SV: No hubo. |   |   |   |   |   |   |   |   |   |   |    |   |
| HR: No hubo. ASIST: 7,884.                                                     |   |   |   |   |   |   |   |   |   |   |    |   |

| Equipo                                                                     | 1 | 2 | 3 | 4 | 5 | 6 | 7 | 8 | 9 | C  | H  | E |
| -------------------------------------------------------------------------- | - | - | - | - | - | - | - | - | - | -- | -- | - |
| Saltillo                                                                   | 0 | 0 | 0 | 0 | 0 | 0 | 0 | 0 | 3 | 3  | 10 | 1 |
| Monclova                                                                   | 0 | 3 | 0 | 6 | 0 | 2 | 0 | 0 | X | 11 | 10 | 1 |
| G: Juan Antonio Peña (1-1, 3.38); P: Michael Nix (1-1, 6.48); SV: No hubo. |   |   |   |   |   |   |   |   |   |    |    |   |
| HR: SAL - J. Del Campo (1); MVA - J. Ruiz (2). ASIST: 6,180.               |   |   |   |   |   |   |   |   |   |    |    |   |

| Equipo                                                                        | 1 | 2 | 3 | 4 | 5 | 6 | 7 | 8 | 9 | C | H  | E |
| ----------------------------------------------------------------------------- | - | - | - | - | - | - | - | - | - | - | -- | - |
| Campeche                                                                      | 0 | 0 | 0 | 0 | 0 | 0 | 0 | 0 | 1 | 1 | 8  | 1 |
| Yucatán                                                                       | 4 | 3 | 0 | 0 | 0 | 0 | 0 | 0 | X | 7 | 11 | 0 |
| G: Yoanner Negrín (1-0, 0.00); P: Francisco Campos (0-1, 47.25); SV: No hubo. |   |   |   |   |   |   |   |   |   |   |    |   |
| HR: No hubo. ASIST: 14,917.                                                   |   |   |   |   |   |   |   |   |   |   |    |   |

| Equipo                                                                               | 1 | 2 | 3 | 4 | 5 | 6 | 7 | 8 | 9 | C | H | E |
| ------------------------------------------------------------------------------------ | - | - | - | - | - | - | - | - | - | - | - | - |
| Campeche                                                                             | 2 | 0 | 0 | 0 | 0 | 0 | 1 | 0 | 0 | 3 | 7 | 0 |
| Yucatán                                                                              | 0 | 0 | 0 | 0 | 0 | 0 | 1 | 0 | 0 | 1 | 7 | 2 |
| G: Jorge Castillo (1-0, 1.50); P: Marco Quevedo (0-1, 3.00); SV: Fernando Nieve (1). |   |   |   |   |   |   |   |   |   |   |   |   |
| HR: No hubo. ASIST: 12,244.                                                          |   |   |   |   |   |   |   |   |   |   |   |   |

| Equipo                                                                                  | 1 | 2 | 3 | 4 | 5 | 6 | 7 | 8 | 9 | C | H  | E |
| --------------------------------------------------------------------------------------- | - | - | - | - | - | - | - | - | - | - | -- | - |
| Yucatán                                                                                 | 0 | 4 | 0 | 0 | 1 | 1 | 0 | 1 | 2 | 9 | 14 | 2 |
| Campeche                                                                                | 0 | 0 | 0 | 0 | 0 | 2 | 0 | 0 | 0 | 2 | 5  | 0 |
| G: Jonathan Castellanos (1-0, 1.69); P: Rolando Valdez (0-1, 11.25); SV: No hubo.       |   |   |   |   |   |   |   |   |   |   |    |   |
| HR: YUC - I. Núñez (1), K. Flores (1), J. Valdez (1), R. Serrano (1 y 2). ASIST: 6,410. |   |   |   |   |   |   |   |   |   |   |    |   |

| Equipo                                                                      | 1 | 2 | 3 | 4 | 5 | 6 | 7 | 8 | 9 | C | H  | E |
| --------------------------------------------------------------------------- | - | - | - | - | - | - | - | - | - | - | -- | - |
| Yucatán                                                                     | 0 | 0 | 0 | 0 | 0 | 0 | 0 | 0 | 0 | 0 | 3  | 1 |
| Campeche                                                                    | 0 | 0 | 0 | 0 | 5 | 0 | 0 | 0 | X | 5 | 10 | 1 |
| G: Evan MacLane (1-0, 0.00); P: Alejandro Astorga (0-1, 2.08); SV: No hubo. |   |   |   |   |   |   |   |   |   |   |    |   |
| HR: No hubo. ASIST: 8,257.                                                  |   |   |   |   |   |   |   |   |   |   |    |   |

| Equipo                                                                                   | 1 | 2 | 3 | 4 | 5 | 6 | 7 | 8 | 9 | C | H | E |
| ---------------------------------------------------------------------------------------- | - | - | - | - | - | - | - | - | - | - | - | - |
| Yucatán                                                                                  | 0 | 0 | 0 | 0 | 0 | 0 | 2 | 0 | 0 | 2 | 6 | 0 |
| Campeche                                                                                 | 0 | 0 | 0 | 0 | 0 | 0 | 4 | 0 | X | 4 | 8 | 0 |
| G: Ozzie Méndez (1-0, 0.00); P: Francisco Rodríguez (0-1, 7.71); SV: Fernando Nieve (2). |   |   |   |   |   |   |   |   |   |   |   |   |
| HR: No hubo. ASIST: 7,300.                                                               |   |   |   |   |   |   |   |   |   |   |   |   |

| Equipo                                                                    | 1 | 2 | 3 | 4 | 5 | 6 | 7 | 8 | 9 | C | H | E |
| ------------------------------------------------------------------------- | - | - | - | - | - | - | - | - | - | - | - | - |
| Campeche                                                                  | 0 | 0 | 0 | 0 | 0 | 0 | 0 | 0 | 0 | 0 | 8 | 0 |
| Yucatán                                                                   | 0 | 0 | 0 | 0 | 1 | 0 | 0 | 3 | X | 4 | 7 | 1 |
| G: Marco Quevedo (1-1, 1.38); P: Jorge Castillo (1-1, 1.59); SV: No hubo. |   |   |   |   |   |   |   |   |   |   |   |   |
| HR: YUC - L. García (1). ASIST: 12,897.                                   |   |   |   |   |   |   |   |   |   |   |   |   |

| Equipo                                                                            | 1 | 2 | 3 | 4 | 5 | 6 | 7 | 8 | 9 | C | H  | E |
| --------------------------------------------------------------------------------- | - | - | - | - | - | - | - | - | - | - | -- | - |
| Campeche                                                                          | 0 | 0 | 1 | 0 | 0 | 0 | 0 | 0 | 0 | 1 | 5  | 3 |
| Yucatán                                                                           | 2 | 0 | 3 | 0 | 0 | 1 | 0 | 0 | X | 6 | 11 | 0 |
| G: Jonathan Castellanos (2-0, 1.46); P: Rolando Valdez (0-2, 13.50); SV: No hubo. |   |   |   |   |   |   |   |   |   |   |    |   |
| HR: YUC - J. Valdez (2). ASIST: 14,917.                                           |   |   |   |   |   |   |   |   |   |   |    |   |

| Equipo                                                                     | 1 | 2 | 3 | 4 | 5 | 6 | 7 | 8 | 9 | C | H  | E |
| -------------------------------------------------------------------------- | - | - | - | - | - | - | - | - | - | - | -- | - |
| Oaxaca                                                                     | 0 | 0 | 3 | 0 | 2 | 0 | 0 | 3 | 0 | 8 | 11 | 1 |
| Quintana Roo                                                               | 0 | 0 | 0 | 0 | 0 | 0 | 0 | 0 | 0 | 0 | 4  | 2 |
| G: Sergio Valenzuela (1-0, 0.00); P: Ramón Ortiz (0-1, 9.00); SV: No hubo. |   |   |   |   |   |   |   |   |   |   |    |   |
| HR: No hubo. ASIST: 6,167.                                                 |   |   |   |   |   |   |   |   |   |   |    |   |

| Equipo                                                                            | 1 | 2 | 3 | 4 | 5 | 6 | 7 | 8 | 9 | C | H  | E |
| --------------------------------------------------------------------------------- | - | - | - | - | - | - | - | - | - | - | -- | - |
| Oaxaca                                                                            | 0 | 3 | 0 | 4 | 0 | 0 | 0 | 0 | 0 | 7 | 9  | 1 |
| Quintana Roo                                                                      | 1 | 0 | 0 | 0 | 0 | 0 | 0 | 1 | 0 | 2 | 10 | 1 |
| G: Irwin Delgado (1-0, 0.00); P: Pablo Ortega (0-1, 12.27); SV: Manny Corpas (1). |   |   |   |   |   |   |   |   |   |   |    |   |
| HR: OAX - Y. Angulo (1). ASIST: 6,089.                                            |   |   |   |   |   |   |   |   |   |   |    |   |

| Equipo                                                                             | 1 | 2 | 3 | 4 | 5 | 6 | 7 | 8 | 9 | C | H | E |
| ---------------------------------------------------------------------------------- | - | - | - | - | - | - | - | - | - | - | - | - |
| Quintana Roo                                                                       | 0 | 0 | 0 | 4 | 0 | 1 | 0 | 0 | 0 | 5 | 7 | 0 |
| Oaxaca                                                                             | 1 | 0 | 0 | 1 | 0 | 0 | 1 | 0 | 0 | 3 | 7 | 4 |
| G: Daniel Cabrera (1-0, 3.00); P: Ruddy Acosta (0-1, 6.23); SV: Ramón Ramírez (1). |   |   |   |   |   |   |   |   |   |   |   |   |
| HR: No hubo. ASIST: 5,588.                                                         |   |   |   |   |   |   |   |   |   |   |   |   |

| Equipo                                                                                      | 1 | 2 | 3 | 4 | 5 | 6 | 7 | 8 | 9 | C | H | E |
| ------------------------------------------------------------------------------------------- | - | - | - | - | - | - | - | - | - | - | - | - |
| Quintana Roo                                                                                | 0 | 0 | 1 | 0 | 0 | 0 | 0 | 4 | 1 | 6 | 5 | 1 |
| Oaxaca                                                                                      | 0 | 1 | 0 | 0 | 0 | 0 | 1 | 1 | 1 | 4 | 7 | 3 |
| G: Jesús Castillo (1-0, 3.00); P: José Ascanio (0-1, 7.71); SV: Ramón Ramírez (2).          |   |   |   |   |   |   |   |   |   |   |   |   |
| HR: TIG - J. Félix (1), A. Amézaga (1); OAX - M. Jacobs (1), A. González (1). ASIST: 4,649. |   |   |   |   |   |   |   |   |   |   |   |   |

| Equipo                                                                              | 1 | 2 | 3 | 4 | 5 | 6 | 7 | 8 | 9 | C | H  | E |
| ----------------------------------------------------------------------------------- | - | - | - | - | - | - | - | - | - | - | -- | - |
| Quintana Roo                                                                        | 0 | 0 | 0 | 0 | 0 | 0 | 0 | 1 | 0 | 1 | 8  | 0 |
| Oaxaca                                                                              | 0 | 0 | 3 | 0 | 0 | 0 | 0 | 0 | X | 3 | 10 | 0 |
| G: Sergio Valenzuela (2-0, 0.64); P: Ramón Ortiz (0-2, 5.91); SV: Manny Corpas (2). |   |   |   |   |   |   |   |   |   |   |    |   |
| HR: No hubo. ASIST: 3,499.                                                          |   |   |   |   |   |   |   |   |   |   |    |   |

| Equipo                                                                    | 1 | 2 | 3 | 4 | 5 | 6 | 7 | 8 | 9 | C | H | E |
| ------------------------------------------------------------------------- | - | - | - | - | - | - | - | - | - | - | - | - |
| Oaxaca                                                                    | 0 | 0 | 2 | 1 | 0 | 0 | 0 | 0 | 0 | 3 | 8 | 3 |
| Quintana Roo                                                              | 1 | 0 | 0 | 4 | 4 | 0 | 0 | 0 | X | 9 | 8 | 1 |
| G: Daniel Cabrera (2-0, 3.75); P: Irwin Delgado (1-1, 4.82); SV: No hubo. |   |   |   |   |   |   |   |   |   |   |   |   |
| HR: TIG - J. Félix (2), J. Cantú (1). ASIST: 6,245.                       |   |   |   |   |   |   |   |   |   |   |   |   |

| Equipo                                                                                 | 1 | 2 | 3 | 4 | 5 | 6 | 7 | 8 | 9 | C | H  | E |
| -------------------------------------------------------------------------------------- | - | - | - | - | - | - | - | - | - | - | -- | - |
| Oaxaca                                                                                 | 0 | 1 | 2 | 0 | 0 | 0 | 0 | 0 | 0 | 3 | 7  | 2 |
| Quintana Roo                                                                           | 0 | 2 | 3 | 0 | 0 | 0 | 0 | 1 | X | 6 | 14 | 1 |
| G: Arturo Barradas (1-0, 6.75); P: Rodolfo Aguilar (0-1, 4.50); SV: Ramón Ramírez (3). |   |   |   |   |   |   |   |   |   |   |    |   |
| HR: No hubo. ASIST: 8,293.                                                             |   |   |   |   |   |   |   |   |   |   |    |   |

### Series de Campeonato
| Equipo                                                                   | 1 | 2 | 3 | 4 | 5 | 6 | 7 | 8 | 9 | 10 | C | H  | E |
| ------------------------------------------------------------------------ | - | - | - | - | - | - | - | - | - | -- | - | -- | - |
| Tijuana                                                                  | 1 | 0 | 0 | 0 | 0 | 3 | 1 | 0 | 0 | 1  | 6 | 14 | 3 |
| Monclova                                                                 | 0 | 0 | 2 | 0 | 0 | 1 | 0 | 2 | 0 | 2  | 7 | 15 | 1 |
| G: Juan Noriega (1-0, 0.00); P: Mario Mendoza (0-1, 27.00); SV: No hubo. |   |   |   |   |   |   |   |   |   |    |   |    |   |
| HR: TIJ - E. Arredondo (1); MVA - A. Lamas (1). ASIST: 8,066.            |   |   |   |   |   |   |   |   |   |    |   |    |   |

| Equipo                                                                         | 1 | 2 | 3 | 4 | 5 | 6 | 7 | 8 | 9 | C | H  | E |
| ------------------------------------------------------------------------------ | - | - | - | - | - | - | - | - | - | - | -- | - |
| Tijuana                                                                        | 0 | 2 | 2 | 0 | 0 | 0 | 0 | 0 | 0 | 4 | 8  | 0 |
| Monclova                                                                       | 0 | 0 | 2 | 0 | 0 | 0 | 1 | 2 | X | 5 | 12 | 4 |
| G: Matt Nevárez (1-0, 0.00); P: José Meraz (0-1, 13.50); SV: Juan Noriega (1). |   |   |   |   |   |   |   |   |   |   |    |   |
| HR: TIJ - D. Martin (1); MVA - B. Harper (1). ASIST: 8,616.                    |   |   |   |   |   |   |   |   |   |   |    |   |

| Equipo                                                                        | 1 | 2 | 3 | 4 | 5 | 6 | 7 | 8 | 9 | C  | H  | E |
| ----------------------------------------------------------------------------- | - | - | - | - | - | - | - | - | - | -- | -- | - |
| Monclova                                                                      | 0 | 0 | 0 | 0 | 0 | 0 | 0 | 5 | 0 | 5  | 7  | 1 |
| Tijuana                                                                       | 0 | 1 | 3 | 4 | 1 | 0 | 5 | 0 | X | 14 | 16 | 0 |
| G: Barry Enright (1-0, 0.00); P: Juan Antonio Peña (0-1, 10.13); SV: No hubo. |   |   |   |   |   |   |   |   |   |    |    |   |
| HR: MVA - O. Rosario (1); TIJ - M. Olivo (1), A. Martínez (1). ASIST: 17,242. |   |   |   |   |   |   |   |   |   |    |    |   |

| Equipo                                                                           | 1 | 2 | 3 | 4 | 5 | 6 | 7 | 8 | 9 | C | H  | E |
| -------------------------------------------------------------------------------- | - | - | - | - | - | - | - | - | - | - | -- | - |
| Monclova                                                                         | 0 | 2 | 0 | 0 | 3 | 0 | 0 | 0 | 0 | 5 | 11 | 0 |
| Tijuana                                                                          | 4 | 0 | 0 | 0 | 2 | 0 | 0 | 0 | X | 6 | 10 | 1 |
| G: José López (1-0, 2.70); P: Anthony Capra (0-1, 11.57); SV: Mario Mendoza (1). |   |   |   |   |   |   |   |   |   |   |    |   |
| HR: MVA - H. Arredondo (1). ASIST: 15,872.                                       |   |   |   |   |   |   |   |   |   |   |    |   |

| Equipo                                                                    | 1 | 2 | 3 | 4 | 5 | 6 | 7 | 8 | 9 | C | H | E |
| ------------------------------------------------------------------------- | - | - | - | - | - | - | - | - | - | - | - | - |
| Monclova                                                                  | 0 | 1 | 1 | 0 | 0 | 0 | 5 | 0 | 0 | 7 | 9 | 0 |
| Tijuana                                                                   | 1 | 0 | 0 | 0 | 0 | 1 | 0 | 0 | 0 | 2 | 5 | 0 |
| G: Josh Lowey (1-0, 4.38); P: Hugo Castellanos (0-1, 45.00); SV: No hubo. |   |   |   |   |   |   |   |   |   |   |   |   |
| HR: MVA - A. Lamas (2); TIJ - E. Arredondo (2). ASIST: 16,252.            |   |   |   |   |   |   |   |   |   |   |   |   |

| Equipo                                                                 | 1 | 2 | 3 | 4 | 5 | 6 | 7 | 8 | 9 | C | H  | E |
| ---------------------------------------------------------------------- | - | - | - | - | - | - | - | - | - | - | -- | - |
| Tijuana                                                                | 0 | 0 | 1 | 1 | 0 | 0 | 0 | 0 | 6 | 8 | 13 | 1 |
| Monclova                                                               | 0 | 0 | 2 | 2 | 0 | 0 | 0 | 0 | 0 | 4 | 13 | 2 |
| G: Dennys Reyes (1-0, 9.00); P: Juan Noriega (1-1, 9.00); SV: No hubo. |   |   |   |   |   |   |   |   |   |   |    |   |
| HR: No hubo. ASIST: 8,692.                                             |   |   |   |   |   |   |   |   |   |   |    |   |

| Equipo                                                                         | 1 | 2 | 3 | 4 | 5 | 6 | 7 | 8 | 9 | C | H | E |
| ------------------------------------------------------------------------------ | - | - | - | - | - | - | - | - | - | - | - | - |
| Tijuana                                                                        | 0 | 0 | 0 | 0 | 0 | 1 | 0 | 0 | 0 | 1 | 4 | 1 |
| Monclova                                                                       | 0 | 2 | 0 | 0 | 0 | 0 | 0 | 0 | X | 2 | 5 | 1 |
| G: Anthony Capra (1-1, 6.52); P: Walter Silva (0-1, 2.35); SV: Josh Lowey (1). |   |   |   |   |   |   |   |   |   |   |   |   |
| HR: No hubo. ASIST: 7,690.                                                     |   |   |   |   |   |   |   |   |   |   |   |   |

| Equipo                                                                  | 1 | 2 | 3 | 4 | 5 | 6 | 7 | 8 | 9 | C | H  | E |
| ----------------------------------------------------------------------- | - | - | - | - | - | - | - | - | - | - | -- | - |
| Quintana Roo                                                            | 0 | 0 | 0 | 4 | 4 | 0 | 0 | 0 | 0 | 8 | 12 | 0 |
| Yucatán                                                                 | 0 | 0 | 0 | 0 | 0 | 0 | 0 | 1 | 0 | 1 | 7  | 2 |
| G: Ramón Ortiz (1-0, 0.00); P: Yoanner Negrín (0-1, 8.31); SV: No hubo. |   |   |   |   |   |   |   |   |   |   |    |   |
| HR: No hubo. ASIST: 13,675.                                             |   |   |   |   |   |   |   |   |   |   |    |   |

| Equipo                                                                  | 1 | 2 | 3 | 4 | 5 | 6 | 7 | 8 | 9 | C | H  | E |
| ----------------------------------------------------------------------- | - | - | - | - | - | - | - | - | - | - | -- | - |
| Quintana Roo                                                            | 0 | 1 | 0 | 3 | 0 | 0 | 0 | 0 | 3 | 7 | 10 | 0 |
| Yucatán                                                                 | 0 | 0 | 1 | 2 | 2 | 0 | 0 | 0 | 0 | 5 | 10 | 1 |
| G: Ramón Ramírez (1-0, 0.00); P: Adam Reifer (0-1, 27.00); SV: No hubo. |   |   |   |   |   |   |   |   |   |   |    |   |
| HR: YUC - H. Giménez (1). ASIST: 12,345.                                |   |   |   |   |   |   |   |   |   |   |    |   |

| Equipo                                                                               | 1 | 2 | 3 | 4 | 5 | 6 | 7 | 8 | 9 | C  | H  | E |
| ------------------------------------------------------------------------------------ | - | - | - | - | - | - | - | - | - | -- | -- | - |
| Yucatán                                                                              | 1 | 0 | 0 | 0 | 0 | 2 | 1 | 0 | 0 | 4  | 7  | 0 |
| Quintana Roo                                                                         | 1 | 2 | 8 | 0 | 0 | 0 | 0 | 0 | X | 11 | 11 | 1 |
| G: Carlos Bustamante (1-0, 3.38); P: Jonathan Castellanos (0-1, 18.00); SV: No hubo. |   |   |   |   |   |   |   |   |   |    |    |   |
| HR: YUC - K. Flores (1); TIG - J. Cantú (1). ASIST: 9,187.                           |   |   |   |   |   |   |   |   |   |    |    |   |

| Equipo                                                                            | 1 | 2 | 3 | 4 | 5 | 6 | 7 | 8 | 9 | C | H | E |
| --------------------------------------------------------------------------------- | - | - | - | - | - | - | - | - | - | - | - | - |
| Yucatán                                                                           | 0 | 0 | 0 | 1 | 1 | 0 | 0 | 1 | 0 | 3 | 7 | 1 |
| Quintana Roo                                                                      | 0 | 0 | 0 | 0 | 0 | 0 | 1 | 0 | 0 | 1 | 2 | 1 |
| G: Juan Delgadillo (1-0, 0.00); P: Pablo Ortega (0-1, 3.86); SV: Adam Reifer (1). |   |   |   |   |   |   |   |   |   |   |   |   |
| HR: YUC - J. Pedroza (1). ASIST: 9,255.                                           |   |   |   |   |   |   |   |   |   |   |   |   |

| Equipo                                                                  | 1 | 2 | 3 | 4 | 5 | 6 | 7 | 8 | 9 | 10 | 11 | C | H  | E |
| ----------------------------------------------------------------------- | - | - | - | - | - | - | - | - | - | -- | -- | - | -- | - |
| Yucatán                                                                 | 0 | 0 | 0 | 0 | 0 | 2 | 0 | 0 | 1 | 0  | 1  | 4 | 10 | 0 |
| Quintana Roo                                                            | 1 | 0 | 0 | 0 | 0 | 1 | 0 | 1 | 0 | 0  | 0  | 3 | 9  | 2 |
| G: Adam Reifer (1-1, 4.76); P: Daniel Cabrera (0-1, 9.53); SV: No hubo. |   |   |   |   |   |   |   |   |   |    |    |   |    |   |
| HR: TIG - E. Vélez (1). ASIST: 9,379.                                   |   |   |   |   |   |   |   |   |   |    |    |   |    |   |

| Equipo                                                                               | 1 | 2 | 3 | 4 | 5 | 6 | 7 | 8 | 9 | C | H | E |
| ------------------------------------------------------------------------------------ | - | - | - | - | - | - | - | - | - | - | - | - |
| Quintana Roo                                                                         | 0 | 0 | 0 | 0 | 1 | 0 | 0 | 0 | 0 | 1 | 6 | 0 |
| Yucatán                                                                              | 1 | 1 | 0 | 0 | 0 | 0 | 0 | 0 | X | 2 | 9 | 0 |
| G: Marco Quevedo (1-0, 4.00); P: Carlos Bustamante (1-1, 5.14); SV: Adam Reifer (2). |   |   |   |   |   |   |   |   |   |   |   |   |
| HR: TIG - J. Vázquez (1). ASIST: 14,917.                                             |   |   |   |   |   |   |   |   |   |   |   |   |

| Equipo                                                                               | 1 | 2 | 3 | 4 | 5 | 6 | 7 | 8 | 9 | C | H | E |
| ------------------------------------------------------------------------------------ | - | - | - | - | - | - | - | - | - | - | - | - |
| Quintana Roo                                                                         | 0 | 0 | 0 | 0 | 1 | 4 | 0 | 0 | 0 | 5 | 8 | 3 |
| Yucatán                                                                              | 3 | 0 | 0 | 0 | 0 | 0 | 1 | 0 | 0 | 4 | 9 | 2 |
| G: Daniel Cabrera (1-1, 6.75); P: Miguel Aguilar (0-1, 0.00); SV: Ramón Ramírez (1). |   |   |   |   |   |   |   |   |   |   |   |   |
| HR: No hubo. ASIST: 14,917.                                                          |   |   |   |   |   |   |   |   |   |   |   |   |

### Serie del Rey
Los Tigres de Quintana Roo conquistaron su duodécimo título en la Liga Mexicana de Béisbol y alzaron la Copa Zaachila, al superar 4-1 a los Acereros del Norte en la Serie del Rey. Fue la tercera Copa Zaachila que los felinos consiguieron en los últimos cinco años, pues fueron campeones en 2011 y 2013, en este último también en cinco juegos, como visitantes y bajo el mando de Roberto Vizcarra, frente a Sultanes de Monterrey.
Esta fue la vigésima Serie Final, de 55 disputadas en los 90 años de la Liga Mexicana de Béisbol, que concluyó 4-1. Además, se trató de la 21 que terminó en cinco juegos, pues ya hubo una que acabó 3-2. Fue la ocasión 23 que dos mánagers mexicanos se midieron en la serie por el título de la LMB.
El trofeo de Jugador Más Valioso fue para Alfredo Amézaga de Tigres.

#### Monclovavs.Quintana Roo

##### Juego 1
8 de septiembre de 2015; Estadio Beto Ávila, Cancún, Quintana Roo.
| Equipo | 1 | 2 | 3 | 4 | 5 | 6 | 7 | 8 | 9 | C | H  | E |
| --- | - | - | - | - | - | - | - | - | - | - | -- | - |
| Monclova | 0 | 2 | 3 | 0 | 0 | 0 | 2 | 0 | 1 | 8 | 9  | 2 |
| Quintana Roo                                                                                                   | 0 | 2 | 0 | 0 | 4 | 1 | 1 | 0 | 1 | 9 | 14 | 0 |
| G: Ramón Ramírez (1-0, 9.00); P: Juan Noriega (0-1, 27.00); SV: No hubo.                                       |   |   |   |   |   |   |   |   |   |   |    |   |
| HR: MVA - B. Harper (1), O. Rosario (1), C. Peñuelas (1); TIG - J. Cantú (1 y 2), E. Quiroz (1). ASIST: 9,491. |   |   |   |   |   |   |   |   |   |   |    |   |

- Quintana Roo lidera la serie 1-0.

##### Juego 2
9 de septiembre de 2015; Estadio Beto Ávila, Cancún, Quintana Roo.
| Equipo                                                                           | 1 | 2 | 3 | 4 | 5 | 6 | 7 | 8 | 9 | C | H  | E |
| -------------------------------------------------------------------------------- | - | - | - | - | - | - | - | - | - | - | -- | - |
| Monclova                                                                         | 0 | 0 | 1 | 0 | 4 | 0 | 1 | 1 | 0 | 7 | 10 | 1 |
| Quintana Roo                                                                     | 1 | 0 | 0 | 0 | 0 | 7 | 0 | 0 | X | 8 | 8  | 0 |
| G: Jesús Barraza (1-0, 5.40); P: Raúl Barrón (0-1, 6.75); SV: Ramón Ramírez (1). |   |   |   |   |   |   |   |   |   |   |    |   |
| HR: MVA - C. Peñuelas (2), J. Ruiz (1); TIG - C. Gastélum (1). ASIST: 9,476.     |   |   |   |   |   |   |   |   |   |   |    |   |

- Quintana Roo lidera la serie 2-0.

##### Juego 3
11 y 12 de septiembre de 2015; Estadio Monclova, Monclova, Coahuila.
| Equipo                                                                             | 1 | 2 | 3 | 4 | 5 | 6 | 7 | 8 | 9 | C | H  | E |
| ---------------------------------------------------------------------------------- | - | - | - | - | - | - | - | - | - | - | -- | - |
| Quintana Roo                                                                       | 0 | 0 | 0 | 0 | 0 | 0 | 0 | 3 | 0 | 3 | 7  | 1 |
| Monclova                                                                           | 0 | 2 | 0 | 1 | 1 | 0 | 0 | 1 | X | 5 | 14 | 1 |
| G: Anthony Capra (1-0, 0.00); P: Daniel Cabrera (0-1, 9.00); SV: Juan Noriega (1). |   |   |   |   |   |   |   |   |   |   |    |   |
| HR: MVA - H. Arredondo (1), F. Córdoba (1). ASIST: 8,661.                          |   |   |   |   |   |   |   |   |   |   |    |   |

- Quintana Roo lidera la serie 2-1.

##### Juego 4
13 de septiembre de 2015; Estadio Monclova, Monclova, Coahuila.
| Equipo                                                                   | 1 | 2 | 3 | 4 | 5 | 6 | 7 | 8 | 9 | 10 | C | H  | E |
| ------------------------------------------------------------------------ | - | - | - | - | - | - | - | - | - | -- | - | -- | - |
| Quintana Roo                                                             | 0 | 1 | 1 | 2 | 0 | 0 | 0 | 0 | 0 | 3  | 7 | 14 | 0 |
| Monclova                                                                 | 0 | 0 | 0 | 0 | 0 | 0 | 0 | 3 | 1 | 0  | 4 | 8  | 1 |
| G: Ramón Ramírez (2-0, 5.06); P: Matt Nevárez (0-1, 12.00); SV: No hubo. |   |   |   |   |   |   |   |   |   |    |   |    |   |
| HR: TIG - E. Vélez (1); MVA - J. Amador (1). ASIST: 8,725.               |   |   |   |   |   |   |   |   |   |    |   |    |   |

- Quintana Roo lidera la serie 3-1.

##### Juego 5
14 de septiembre de 2015; Estadio Monclova, Monclova, Coahuila.
| Equipo                                                                    | 1 | 2 | 3 | 4 | 5 | 6 | 7 | 8 | 9 | C | H  | E |
| ------------------------------------------------------------------------- | - | - | - | - | - | - | - | - | - | - | -- | - |
| Quintana Roo                                                              | 0 | 2 | 0 | 0 | 5 | 0 | 2 | 0 | 0 | 9 | 12 | 0 |
| Monclova                                                                  | 0 | 0 | 0 | 0 | 0 | 0 | 0 | 0 | 0 | 0 | 3  | 3 |
| G: Pablo Ortega (1-0, 5.00); P: José Oyervídez (0-1, 10.24); SV: No hubo. |   |   |   |   |   |   |   |   |   |   |    |   |
| HR: No hubo. ASIST: 5,853.                                                |   |   |   |   |   |   |   |   |   |   |    |   |

- Quintana Roo gana la serie 4-1.[41]

## Líderes
A continuación se muestran los lideratos tanto individuales como colectivos de los diferentes departamentos de bateo y de pitcheo.

### Bateo
| Categoría           | Individual            | Marca | Colectivo                             | Marca |
| ------------------- | --------------------- | ----- | ------------------------------------- | ----- |
| Porcentaje          | Jesús Valdez (YUC)    | .363  | Diablos Rojos del México              | .320  |
| Carreras Producidas | Japhet Amador (MEX)   | 117   | Diablos Rojos del México              | 667   |
| Home Runs           | Japhet Amador (MEX)   | 41    | Diablos Rojos del México              | 128   |
| Carreras Anotadas   | Corey Wimberly (YUC)  | 97    | Diablos Rojos del México              | 715   |
| Hits                | Olmo Rosario (MVA)    | 152   | Diablos Rojos del México              | 1,254 |
| Dobles              | Travis Denker (TAM)   | 37    | Diablos Rojos del México              | 231   |
| Triples             | Gilberto Mejía (CDC)  | 9     | Delfines del Carmen Pericos de Puebla | 20    |
| Bases Robadas       | Jeremías Pineda (VER) | 60    | Rojos del Águila de Veracruz          | 137   |
| Slugging            | Japhet Amador (MEX)   | .742  | Diablos Rojos del México              | .485  |

### Pitcheo
| Categoría         | Individual                               | Marca | Colectivo                | Marca |
| ----------------- | ---------------------------------------- | ----- | ------------------------ | ----- |
| Efectividad       | Edgmer Escalona (SAL)                    | 2.54  | Leones de Yucatán        | 3.77  |
| Juegos Ganados    | Marco Duarte (MEX) Josh Lowey (MVA)      | 13    | Diablos Rojos del México | 73    |
| Ponches           | César Valdez (TAB)                       | 161   | Acereros del Norte       | 765   |
| Entradas Lanzadas | César Valdez (TAB)                       | 160.2 | Diablos Rojos del México | 987.2 |
| Juegos Completos  | Edgmer Escalona (SAL)                    | 5     | Saraperos de Saltillo    | 6     |
| Blanqueadas       | César Valdez (TAB)                       | 2     | Leones de Yucatán        | 14    |
| Juegos Salvados   | Tony Peña Jr. (LAG)                      | 25    | Tigres de Quintana Roo   | 33    |
| WHIP              | César Valdez (TAB) Edgmer Escalona (SAL) | 1.08  | Leones de Yucatán        | 1.34  |

## Designaciones
| Designación         | Ganador          | Equipo                   |
| ------------------- | ---------------- | ------------------------ |
| Jugador más valioso | Japhet Amador    | Diablos Rojos del México |
| Pitcher del año     | Josh Lowey       | Acereros del Norte       |
| Relevista del año   | Tony Peña Jr.    | Vaqueros Laguna          |
| Novato del año      | Manuel Rodríguez | Leones de Yucatán        |
| Retorno del año     | Jorge Cantú      | Tigres de Quintana Roo   |
| Mánager del año     | Willie Romero    | Leones de Yucatán        |
| Ejecutivo del año   | Carlos Peralta   | Tigres de Quintana Roo   |

## Acontecimientos relevantes
- 16 de noviembre: Muere a los 93 años de edad George "Chuk" Genovese, primer mánager de los Tigres y que ganó el campeonato en esa misma temporada de 1955. Con los Tigres Capitalinos, George Genovese dirigió 460 juegos, 458 de rol regular, y dos más de un playoff extraordinario en 1955; su récord total fue de 243 triunfos y 217 descalabros.[51][52]
- 30 de noviembre: Se firmó el convenio para la edificación del Recinto de la Fama del Béisbol Mexicano en el Parque Fundidora en Monterrey, Nuevo León. En el acto estuvieron presentes el Gobernador del Estado de Nuevo León, Ing. Jaime Rodríguez Calderón y el C.P. Alfredo Harp Helú, principal patrocinador de esta magna obra.[53]